# José María Carrasco
José María Carrasco Sanguino (Santa Cruz de la Sierra, 16 de agosto de 1997) es un futbolista boliviano. Juega como defensa y su equipo actual es Real Tomayapo de la Primera División de Bolivia. También es internacional absoluto con la selección de Bolivia.

## Trayectoria

### Blooming
Josema empezó su carrera en Blooming, hizo su debut en la  Primera División el 8 de mayo de 2016 contra Nacional Potosí, entrando como sustituto por Cristhian Coimbra en el 66.º minuto.En el conjunto académico jugaría hasta finales de 2020 en el cual terminaría consolidándose como uno de los mejores centrales del club y uno de los jóvenes con mayor proyección en el futbol boliviano.

### Independiente del Valle
En febrero del 2021 fue cedido a préstamo por una temporada con opción a compra al Independiente del Valle, para afrontar el torneo local y la Copa Libertadores 2021. Lamentablemente en su primer partido con el club ecuatoriano, sufrió una terrible lesión que lo alejó de las canchas por más de 8 meses. Con el club Ecuatoriano se coronaría campeón de la Liga Pro 2021.

### Universidad de Chile
El 6 de enero de 2022 fue presentado como nuevo jugador de la Universidad de Chile. Llega a préstamo desde Blooming. El 22 de junio se rescindió el contrato.

### Blooming
El 23 de junio de 2022 retornó a Blooming tras rescindir contrato con la Universidad de Chile.
The Strongest
El 4 de enero de 2023 el club paceño hizo la presentación oficial del defensor proveniente del Club Blooming. En el cuadro atigrado terminaría consagrándose campeón del torneo 2023.
Nacional Potosí
El central boliviano llegaría a comienzos del 2024 para ser nuevo refuerzo del conjunto Potosino para jugar el torneo local y la copa Sudamericana.

## Selección nacional
Carrasco formó parte de la selección Sub-20 de Bolivia haciendo su debut el 21 de enero de 2017 en el Campeonato sudamericano Sub-20 contra Perú, jugando un total de 3 partidos en aquel sudamericano.
Fue incluido en el equipo de Bolivia para la Copa América de Brasil en 2019  el 15 de mayo de 2019. Hizo su debut el 2 de junio de 2019, en un amistoso contra la selección de Francia, cuando un sustituto de 89.º minutos para Adrián Jusino.
Josema también participó del preolímpico sub-23 el año 2020, haciendo una gran participación con la selección boliviana. 
Su debut en eliminatorias fue el 9 de octubre de 2020, cuando jugaron frente a la selección de Brasil en el Arena do Corinthians por la primera fecha de las eliminatorias Catar 2022.

## Clubes
| Club                    | País    | Año               |
| ----------------------- | ------- | ----------------- |
| Blooming                | Bolivia | 2016 - 2022       |
| Independiente del Valle | Ecuador | 2021              |
| Universidad de Chile    | Chile   | 2022              |
| The Strongest           | Bolivia | 2023              |
| Nacional Potosí         | Bolivia | 2024              |
| Real Tomayapo           | Bolivia | 2024 - Actualidad |

## Palmarés

### Campeonatos nacionales
| Título             | Equipo                  | País    | Año  |
| ------------------ | ----------------------- | ------- | ---- |
| Serie A de Ecuador | Independiente del Valle | Ecuador | 2021 |
| Primera División   | The Strongest           | Bolivia | 2023 |